# Delianuova
Delianuova – miejscowość i gmina we Włoszech, w regionie Kalabria, w prowincji Reggio Calabria.
Według danych na rok 2004 gminę zamieszkiwało 3568 osób, 169,9 os./km².